# Volker Framenau
Volker Framenau (Colonia, 3 gennaio 1965) è un aracnologo ed entomologo australiano.

## Biografia
Laureatosi all'Università statale di Mannheim, ha conseguito nel 1995 un master in "Conservazione della natura" presso la Philipps University di Marburgo con la tesi: Population Ecology and Dispersal Dynamics of Arctosa cinerea (Araneae, Lycosidae) in a Braided Section of an Alpine River..
Con l'assegnazione di un dottorato di ricerca presso l'Università di Melbourne nel 2002 per uno studio sulla tassonomia e l'ecologia dei Lycosidae delle Alpi Vittoriane (Australia meridionale), mediante la tesi Taxonomy, Life History Characteristics, and Ecology of Riparian Wolf Spiders (Araneae, Lycosidae) in the Victorian Alps, South-eastern Australia, ha intrapreso un cammino di studi teso ad approfondire sempre più il legame di questi ragni con l'ambiente e gli ecosistemi in cui vivono, acquisendo una specializzazione riconosciuta a livello internazionale.
Al 2016 ha pubblicato oltre 50 articoli scientifici ed è direttore e zoologo capo della Phoenix Environmental Sciences, società dell'Australia occidentale che si occupa di consulenza ambientale.

## Campo di studi
I suoi interessi vertono principalmente sulla biodiversità della fauna degli invertebrati terrestri dell'Australia, in particolare dei Lycosidae (ragni-lupo), degli Araneidae (ragni tessitori) e degli Ctenizidae (ragni migalomorfi). Inoltre si occupa di ampliare ed aggiornare la tassonomia e la sistematica zoologica degli invertebrati terrestri dell'Australia occidentale comprendendo, oltre ai ragni, anche schizomidi, pseudoscorpioni, millepiedi e molluschi

## Taxa descritti
1. Artoriinae Framenau, 2007, sottofamiglia di ragni della famiglia Lycosidae
2. Artoriopsis Framenau, 2007, genere di ragni della famiglia Lycosidae
3. Plebs Joseph & Framenau, 2012, genere di ragni della famiglia Araneidae
4. Telaprocera Harmer & Framenau, 2008, genere di ragni della famiglia Araneidae
5. Anomalosa oz Framenau, 2006, ragno appartenente alla famiglia Lycosidae
6. Cyrtobill darwini Framenau & Scharff, 2009, ragno appartenente alla famiglia Araneidae
7. Novaranea courti Framenau, 2011, ragno appartenente alla famiglia Araneidae

## Taxa denominati in suo onore
- Antichiropus framenaui Car & Harvey, 2014, millepiedi della famiglia Paradoxosomatidae
- Opopaea framenaui Baehr & Harvey, 2013, ragno della famiglia Oonopidae
- Prethopalpus framenaui Baehr & Harvey, 2012, ragno della famiglia Oonopidae

## Opere e pubblicazioni
Di seguito l'elenco delle principali pubblicazioni aracnologiche:
- Framenau, V.W. & Vink, C.J., 2001 - Revision of the wolf spider genus Venatrix Roewer (Araneae: Lycosidae). Invertebrate Taxonomy vol.15, pp. 927–970. PDF
- Framenau, V.W., 2002 - Review of the wolf spider genus Artoria Thorell (Araneae: Lycosidae). Invertebrate Systematics vol.16, pp. 209–235. PDF
- Framenau, V.W., 2004 - Two alpine wolf spiders of Australia: Artoria alta sp. nov. and the male of Lycosa musgravei McKay, 1974 (Araneae, Lycosidae). Proceedings of the Royal Society of Victoria n.115, pp. 27–34. PDF
- Framenau, V.W., 2005 - The wolf spider genus Artoria Thorell in Australia: new synonymies and generic transfers (Araneae, Lycosidae). Records of the Western Australian Museum vol.'22, pp.265-292. PDF
- Framenau, V.W., 2006a - Revision of the wolf spider genus Diahogna Roewer, 1960 (Araneae, Lycosidae). Journal of Natural History vol.40, pp. 273–292. PDF
- Framenau, V.W., 2006b - Knoelle, a new monotypic wolf spider genus from Australia (Araneae: Lycosidae). Zootaxa n.1281, pp. 55–67. PDF
- Framenau, V.W., 2006e - Revision of the Australian wolf spider genus Anomalosa Roewer, 1960 (Araneae: Lycosidae). Zootaxa n.1304, pp. 1–20. PDF
- Yoo, J.-S. & Framenau, V.W., 2006 - Systematics and biogeography of the sheet-web building wolf spider genus Venonia (Araneae: Lycosidae). Invertebrate Systematics vol.20, pp. 675–712. PDF
- Framenau, V.W., 2007a - Revision of the new Australian genus Artoriopsis in a new subfamily of wolf spiders, Artoriinae (Araneae: Lycosidae). Zootaxa n.1391, pp. 1–34. PDF
- Framenau, V.W., 2008a - A new species in the wolf spider genus Allotrochosina from New South Wales, Australia (Araneae, Lycosidae). Journal of Arachnology vol.35, pp. 463–469. PDF
- Framenau, V.W., Main, B.Y., Harvey, M.S. & Waldock, J.M., 2009 - Tapetosa, a new monotypic wolf spider genus from Western Australia. Records of the Western Australian Museum vol.25, pp. 309–314. PDF
- Framenau, V.W., Dupérré, N., Blackledge, T.A. & Vink, C.J., 2010 - Systematics of the new Australasian orb-weaving spider genus Backobourkia (Araneae: Araneidae: Araneinae). Arthropod Systematics & Phylogeny vol.68', pp. 79–111. PDF
- Li, Z.X., Framenau, V.W. & Zhang, Z.S., 2012 - First record of the wolf spider subfamily Artoriinae and the genus Artoria from China (Araneae: Lycosidae). Zootaxa n.3235, pp. 35–44. PDF
- Framenau, V.W. & Lehtinen, P.T., 2015 - Nukuhiva Berland, 1935 is a troglobitic wolf spider (Araneae: Lycosidae), not a nursery-web spider (Pisauridae). Zootaxa n.4028 (1), pp. 129–135  PDF